# Уршмит
Уршмит (њем. Urschmitt) општина је у њемачкој савезној држави Рајна-Палатинат. Једно је од 92 општинска средишта округа Кохем-Цел. Према процјени из 2010. у општини је живјело 263 становника. Посједује регионалну шифру (AGS) 7135085.

## Географски и демографски подаци
Уршмит се налази у савезној држави Рајна-Палатинат у округу Кохем-Цел. Општина се налази на надморској висини од 390 метара. Површина општине износи 6,6 km². У самом мјесту је, према процјени из 2010. године, живјело 263 становника. Просјечна густина становништва износи 40 становника/km².